# Rhizopsammia annae
Rhizopsammia annae är en korallart som först beskrevs av van der Horst 1933.  Rhizopsammia annae ingår i släktet Rhizopsammia och familjen Dendrophylliidae.
Artens utbredningsområde är Indiska oceanen. Inga underarter finns listade i Catalogue of Life.